# Az állomás (regény)
Az állomás (eredeti címe svéd nyelven: Malma station) Alex Schulman svéd író 2022-ben Stockholmban megjelent regénye. Magyarul az Athenaeum Kiadónál jelent meg 2023-ban  Fordította Papolczy Péter.

## Cselekménye
A könyv 28 fejezetből áll. A fejezetek címében három szereplő neve váltakozik: Harriet, Oskar, Yana. Történetüket a regény egymásba játszatva, a szereplők szemszögét váltogatva mutatja be.
A cselekmény első, nagyobbik fele Stockholmból egy Malma nevű kis állomásra tartó vonaton játszódik, de ez inkább emlékek sorozatából áll; a második fele az állomáson és a közelében álló tóparti háznál folytatódik. Már kezdetben kiderül, hogy nem egy, hanem három utazás is volt a malmai állomásra.
Az első 1976 augusztusában. Egy nyolcéves kislány, Harriet utazik fotós apjával és egy urnával, hogy eltemessék az ajándékba kapott, de elpusztult kis nyulat. A gyerek emlékezik a szülők válására: ő az apjával, Amelia, a nővére az anyjukkal maradt. Mindketten inkább Ameliát akarták magukhoz venni. „Én vagyok, akit nem kértek” (190.). 
Az apa, Bo (a nevét először csak a 130. oldalon említi a könyv) azt mondja neki, hogy most majd újra találkozhat Ameliával. Akitől egy éve egy durva verekedés után vált el, amelynek okát mindeddig még az apjának sem árulta el.
A második utazás ideje 2001 szeptembere. (Egy hete rombolták le az ikertornyot, de ennek nincs köze a történethez). Oskar a feleségével, Harriettel utazik, aki meg akar neki mutatni valamit Malmában. A házasságukat a bizonytalanság jellemzi és jórészt a felesége uralja, még a lányuk nevét is ő adta. A férfi gondolatban visszapergeti találkozásuk és házasságuk epizódjait. Emlékezik a saját dührohamaira, a lányukkal megrendült kapcsolatára („Mikor veszíti el az ember a gyermekét?”, 196.), és hogy a feleségének van egy másik férfi is az életében, amit épp a lányuktól tudott meg. Utazás közben Harriet annyit elárul, hogy majd kiásnak egy sírt.
Ez tehát a harmadik utazás (2018-ban). Yanát, Harriet és Oskar 28 éves lányát a két korábbi utazás érdekli. Egy utazásról 11 éves kora óta tud: anyja eltünésekor apja zakójában Malmába szóló vonatjegyeket talált. Apja, akit 18 évesen elhagyott és 10 éve nem látott, egy hónapja kórházban halt meg. A lakásán talált fényképalbumot tartja a kezében a vonaton, benne a gyerek Harriet malmai fotóit. Ebből jött rá, hogy volt egy régebbi utazás is, ez vitte rá, hogy Malmába utazzon. Az egyik képen a kislány papírlapot tart egy gödör mellett a tóparton. Yana is azt a sírt készül kiásni.

## Fogadtatása
A svéd Alex Schulman a családi béke és idill széthullásának krónikása. Tiszta, gördülékeny prózában, takarékos előadásmódban tárja elénk a folyamatot. „Dramaturgiai szempontból igazából egyetlen eszköze van, ám azt mesterien használja: úgy adagolja, pontosabban hallgatja el a legfontosabb információkat, hogy a végkifejletig ezek hiánya fűti a kibontakozó történetet, adja meg a kellő feszültséget, és tartja jótékony bizonytalanságban az olvasót.”
"Elegánsan kivitelezett, de túlságosan megkonstruált munka" – írja a könyv egyik svéd méltatója. A diszfunkcionális család témája az író előző regényéből, A túlélőkből már ismert, de hiányolja annak kesernyés humorát. A könyv egyes részei Ibsen A vadkacsa című drámájából Ekdalék családjára emlékeztetik: Bo itt fényképész, akárcsak ott Hjalmar Ekdal, és Harriet lányának van egy kis nyula, „akit fel kell áldoznia a cselekményért”, mint Ibsennél Hedvig vadkacsáját.
Az író ebben a könyvében is a gyermek kiszolgáltatottságát állítja középpontba, aki a felnőttek tetteiért fizet. Harriet egész életét az elutasítottság jellemzi. Mégis kialakul egy tétova, de erős szeretet közte és apja között; a könyv néhány legjobb és legmeghatóbb jelenete közöttük játszódik le. Harriet azonban cserbenhagyja a lányát, ahogy egykor a saját anyja is cserbenhagyta őt. „Ettől a könyvtől egy kicsit kényelmetlenül érzem magam. Nem tudom eldönteni, hogy jó-e vagy sem” – írja a svéd Expressen egyéni hangú kritikusa. A nyúlról szóló jelenetek például jól érzékeltetik apa és kislánya bensőséges kapcsolatát. Ugyanakkor nehezen hihető, hogy Harriet és Yana felnőttként elutazik ugyanarra a helyre, hogy kiássa ezt a nyulat a sírjából. „Ha egy álomszűrőn keresztül olvassuk, van értelme, ha nem, akkor legalábbis furcsa. A regény kényes vonalon egyensúlyoz, és éppen a kockázatvállalás teszi időnként igazán széppé.”